# Abbie McManus
Abbie McManus (Prestwich, 14 gennaio 1993) è un'ex calciatrice britannica, di ruolo difensore. Ha giocato 18 partite con la nazionale inglese, partecipando al campionato mondiale 2019.

## Carriera

### Club
McManus iniziò a giocare a calcio da giovanissima assieme al fratello maggiore Scott, giocando inizialmente nelle formazioni giovanili miste per passare in seguito alle Bury Girls, prima sua squadra interamente femminile, dove nel 2008 venne nominata Under-16s Most Improved Player. L'anno successivo andò a giocare al Manchester City, squadra iscritta alla Northern Division della FA Women's Premier League, col quale conquistò, al termine della stagione 2011-12, il primo posto e la conseguente promozione in FA Women's Premier League National Division.
Nell'agosto 2013 si trasferì allo Sheffield, giocandovi per metà della stagione 2013-14. Infatti, a inizio 2014 McManus fece ritorno al Manchester City, che era stato ammesso alla stagione 2014 del campionato di FA Women's Super League 1, in sostituzione del retrocesso Doncaster Rovers Belles. Fece il suo debutto nella massima serie del campionato inglese nel maggio 2014, in occasione dell'incontro vinto per 1-0 sull'Everton, segnando la sua prima rete in assoluto per la squadra contro il Liverpool durante la WSL Cup 2014. In quella stagione vinse il suo primo trofeo, visto che la squadra vinse la sua prima FA Women's Super League Cup dopo aver sconfitto in finale l'Arsenal per 1-0.
Nella stagione successiva la squadra concluse al secondo posto in campionato a soli due punti dal Chelsea, dal quale venne eliminato nella semifinale della FA Women's Cup 2015-16. Nell'agosto 2016 subì un grave infortunio alla caviglia che le impedì di giocare nella restante parte del campionato 2016, che stava disputando da titolare, campionato che venne poi vinto dal City. Nonostante l'infortunio, nel dicembre 2016 rinnovò il contratto col Manchester City. Tornò a giocare nel marzo 2017, facendo il suo debutto anche in UEFA Women's Champions League nell'incontro vinto per 1-0 con le danesi del Fortuna Hjørring e valido per i quarti di finale. Prolungò il suo contratto col Manchester City nel giugno 2018.
Il 17 maggio 2019 McManus annunciò che avrebbe lasciato il Manchester City, dopo aver trascorso un totale di 12 anni nel club. In 12 anni col City ha collezionato 111 presenze e 3 reti, e vincendo un campionato inglese, 2 FA Women's Cup, 2 FA Women's League Cup e arrivando due volte alle semifinali di UEFA Women's Champions League. Una settimana più tardi, venne ratificato il suo trasferimento al Manchester United, nell'ambito del rafforzamento della squadra in vista del loro primo campionato in FA Women's Super League. Fece il suo debutto con la maglia dello United alla prima giornata di campionato proprio contro il City.
Dopo essere andata in prestito al Tottenham per la seconda parte della stagione 2020-21, lasciò il Manchester United nell'estate 2021 alla conclusione del contratto. Per la stagione 2021-22 si trasferì al Leicester City, squadra neopromossa in Women's Super League. A gennaio 2023 subì un infortunio, rompendosi una gamba, che la tenne lontana dal campo per tutta la rimanente parte della stagione. Rimasta svincolata al termine della stagione, a fine settembre 2023 ha annunciato il proprio ritiro dal calcio giocato all'età di 30 anni.

### Nazionale

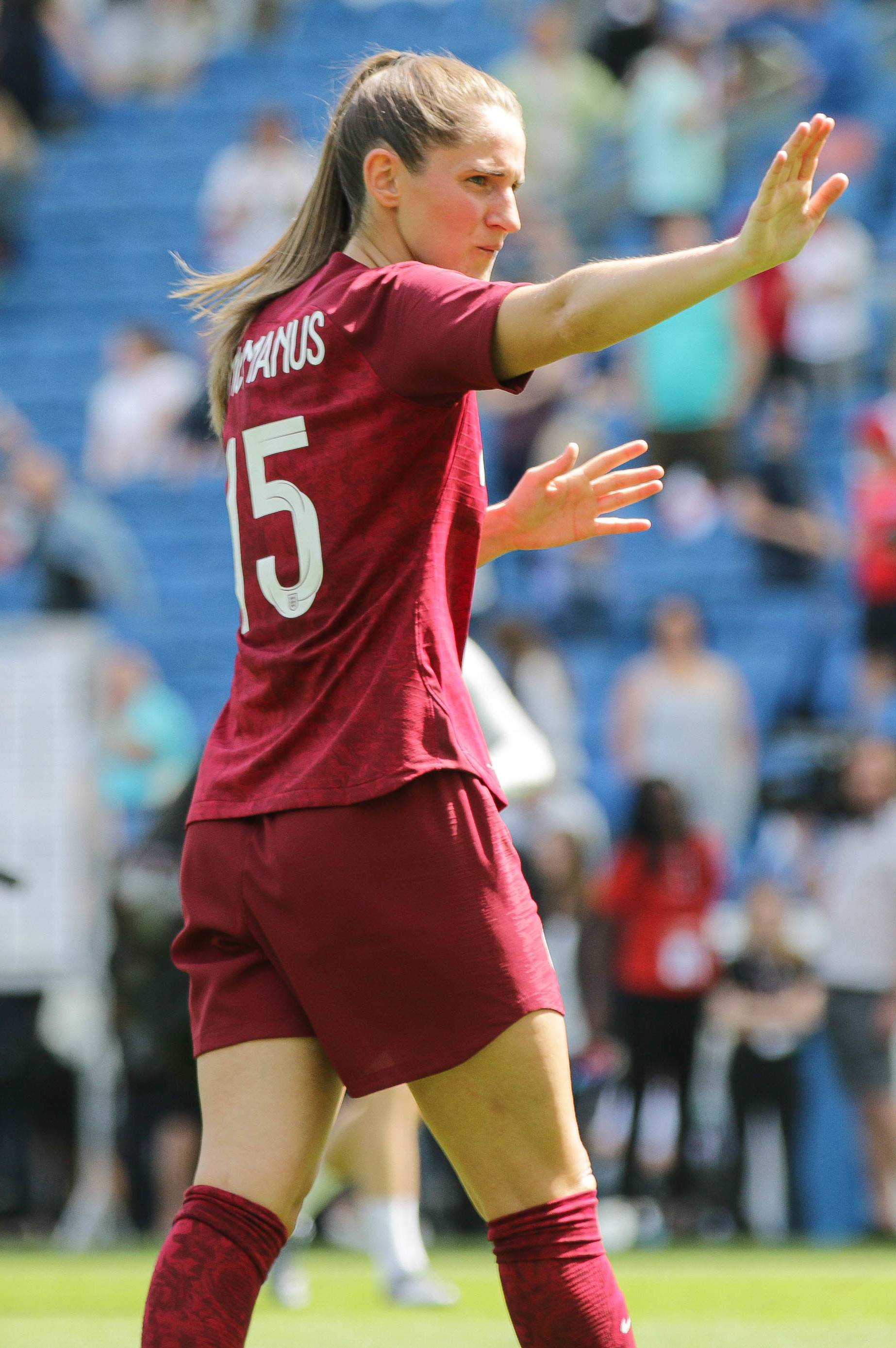
McManus con la maglia della nazionale nel 2019.

Dopo aver giocato nella selezione Under-23 dell'Inghilterra, McManus ricevette la sua prima convocazione nella nazionale maggiore inglese nel febbraio 2018. Venne, infatti, convocata da Phil Neville in sostituzione dell'infortunata Steph Houghton nella rosa che avrebbe preso parte alla SheBelieves Cup. Fece il suo esordio in nazionale il 1º marzo successivo, scendendo in campo al posto di Anita Asante nel primo tempo della prima partita del torneo, vinta 4-1 sulla Francia. Venne convocata da Neville anche per la SheBelieves Cup 2019, che venne vinta per la prima volta dall'Inghilterra.
Dopo aver giocato in alcune delle partite delle qualificazioni al campionato mondiale 2019, venne inserita nella rosa delle 23 calciatrici convocate per la fase finale da Phil Neville. Giocò in tre partite nel corso del campionato mondiale: due partite della fase a gironi contro Scozia e Argentina, e, da titolare, la finale per il terzo posto persa contro la Svezia.
Venne convocata anche per la SheBelieves Cup 2020, giocando da titolare la partita contro la Spagna, in quella che risultò essere la sua ultima partita in nazionale.

## Palmarès

### Club
- FA Women's Super League Cup: 3

Manchester City: 2014, 2016, 2018-2019
- Campionato inglese: 1

Manchester City: 2016
- FA Women's Cup: 2

Manchester City: 2016-2017, 2018-2019

### Nazionale
- SheBelieves Cup: 1

2019